# MiFi

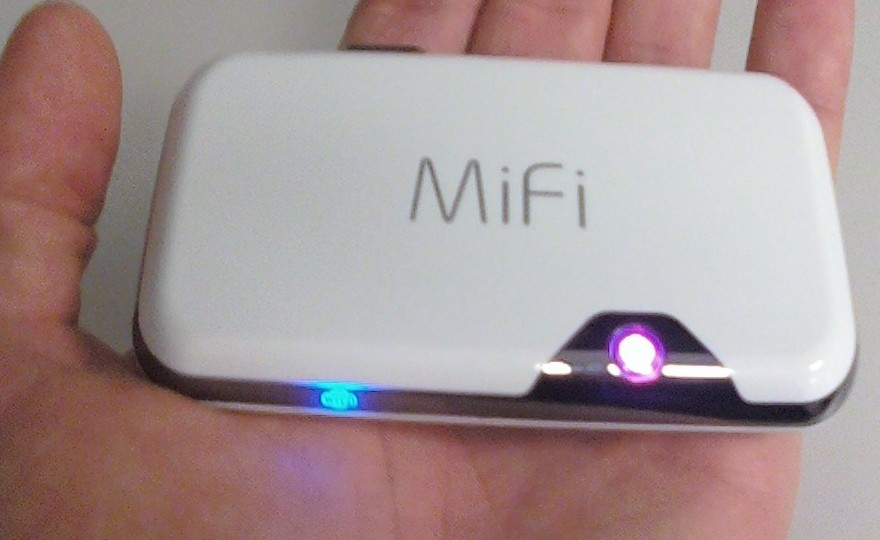
노바텔 MiFi 2372 "지능형 모바일 Wi-Fi 핫스팟"

MiFi는 모바일 Wi-Fi 핫스팟 장치 역할을 하는 무선 라우터 브랜드이다.
미국, 캐나다, 멕시코를 포함한 여러 국가에서 Inseego Corp. (이전에는 Novatel Wireless로 알려짐)은 "MiFi" 브랜드 이름에 대한 등록 상표를 소유하고 있으며, 영국에서는 이동통신사 허치슨 3G가 "MiFi" 상표를 소유하고 있다. 노바텔 와이어리스는 "MiFi"라는 이름의 기원에 대해 공식적인 설명을 제공한 적이 없지만, "My Wi-Fi"의 약어일 수 있다는 제안이 있었다.
MiFi 장치는 셀룰러 네트워크에 연결하여 최대 15개 장치에 인터넷 접속을 제공할 수 있다. Inseego Corp.은 2009년 5월 미국에서 최초의 MiFi 장치를 출시했다. 영국에서는 허치슨 3G의 "MiFi"가 화웨이에서 같은 이름으로 출시된 유사한 제품이다.

## MiFi 브랜드 이름
노바텔 와이어리스는 미국(푸에르토리코 포함) 및 전 세계 여러 국가에서 "MiFi" 브랜드 이름에 대한 등록된 상표를 소유하고 있다. 해당 국가로는 바레인, 캐나다, 이집트, 독일, 가나, 헝가리, 일본, 쿠웨이트, 멕시코, 파키스탄, 네덜란드, 뉴질랜드, 폴란드, 포르투갈, 카타르, 루마니아, 싱가포르, 슬로베니아, 남아프리카 공화국, 스페인, 태국이 있다.
눈에 띄는 예외는 영국으로, 이동통신사 3가 "MiFi" 상표를 소유하고 있다. 인도에서는 Mi-Fi 상표가 Mi-Fi Networks Private Limited에 의해 소유되고 있다.

## 장치

### 노바텔 와이어리스 MiFi 2200

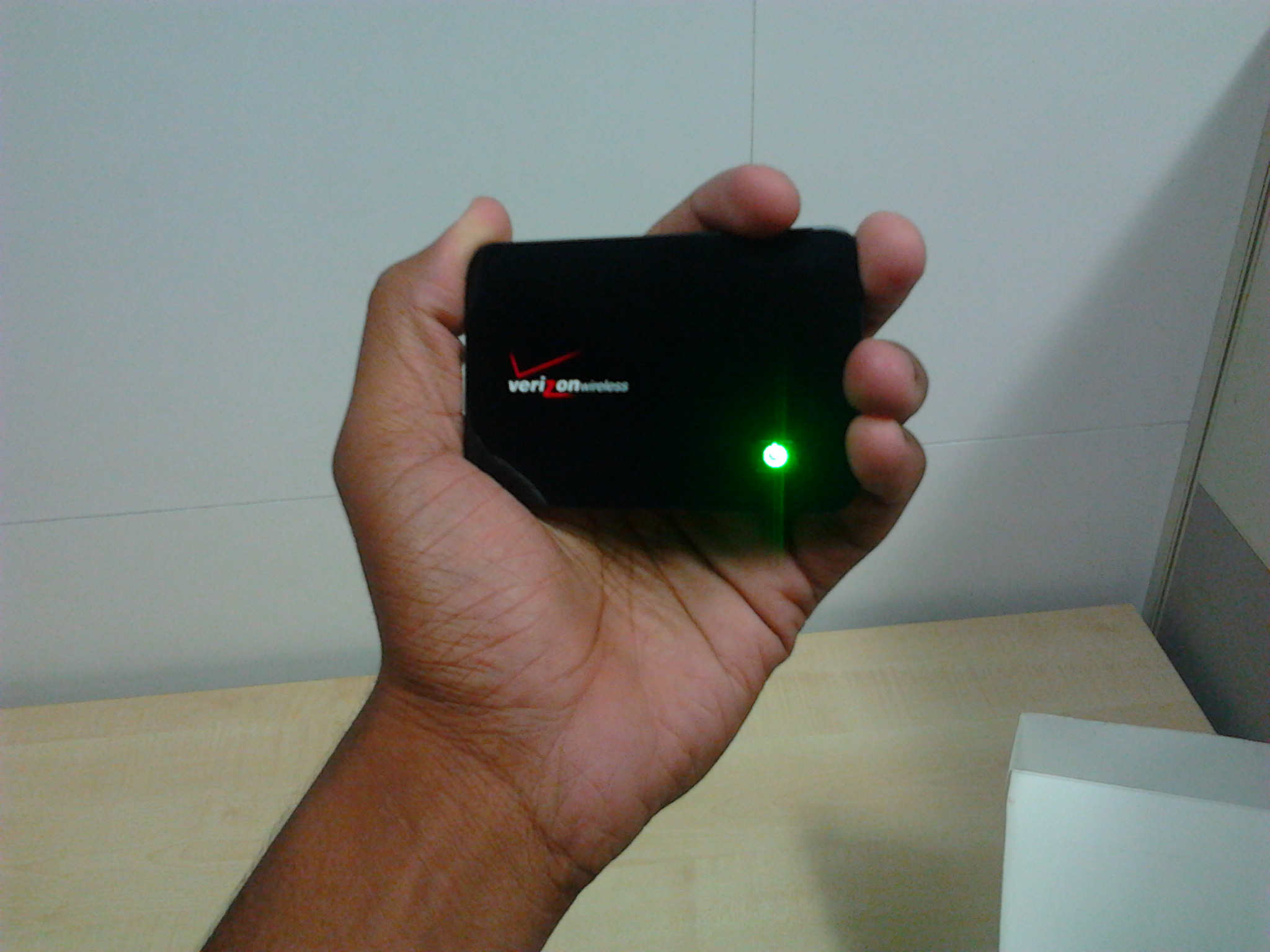
버라이즌 와이어리스용 노바텔 와이어리스 MiFi 2200

- 노트북, 카메라, 게임 장치 및 멀티미디어 플레이어와 같은 5개의 Wi-Fi 클라이언트로 제한되지만, 더 많은 클라이언트를 허용하도록 장치의 구성 파일을 수동으로 편집할 수 있다.[11]
- 마이크로-USB 연결을 통해 컴퓨터에 연결할 수 있지만, 그렇게 하면 Wi-Fi 네트워킹이 비활성화되어 장치가 전통적인 단일 클라이언트 모뎀으로 변환된다. (그러나 CNET은 장치의 기능을 유지하면서 USB를 통해 충전할 수 있는 트윅을 설명했다.[12])
- GPS 장치가 포함되어 있으며, 버진 모바일과 같은 일부 네트워크에서는 사용할 수 있지만 버라이즌과 같은 다른 네트워크에서는 사용할 수 없다.
- 3G 데이터 네트워크(CDMA 1xEVDO RevA)를 사용한다.

### 노바텔 와이어리스 MiFi 23xx 시리즈
2200과 동일한 기능에 다음이 추가되었다.
- 장치 내 공유 미디어 저장을 위한 SD 카드를 허용한다.[13]
- 3G 데이터 네트워크를 사용한다(Mini 2352: SUPRA/PATHS 900/1900/2100 MHz, MiFi 2372: SUPRA/PATHS 850/1900/2100 MHz; 둘 다 GPRS/EDGE 850/900/1800/1900 MHz를 지원).

### 노바텔 와이어리스 MiFi 33xx 시리즈
23xx 시리즈와 동일한 기능에 다음이 추가되었다.
- 리눅스 기반 MiFi OS (위젯 포함):
  - 메시지: 읽기, 쓰기, 보내기, 받기와 같은 SMS 기반 메시지 작업을 수행한다.
  - 데이터 사용량: 가정 및 로밍 네트워크에서 MiFi 데이터 사용량을 추적한다.
  - GeoSearch: MiFi의 GPS 기능을 활용하여 현재 지역 지도를 표시하고, 지역을 검색하며, 검색 결과를 지도에 표시한다.
  - 날씨: 현재 및 정의된 위치에 대한 날씨 데이터를 가져온다.
  - MiFi DLNA 서버: MiFi DLNA 서버를 시작, 중지 및 구성한다.

### 4세대 모바일 핫스팟 장치

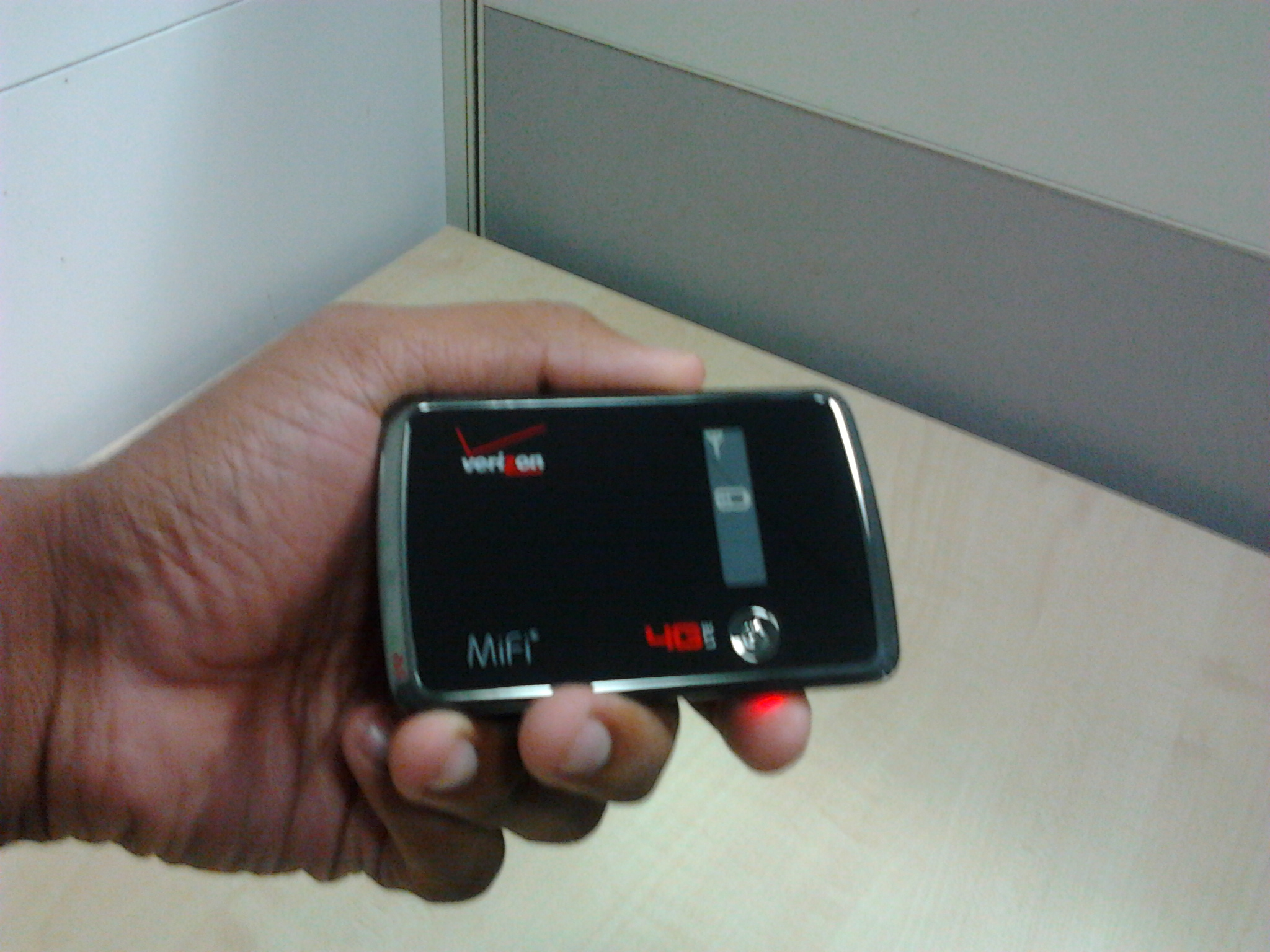
버라이즌 와이어리스용 노바텔 와이어리스 MiFi 4510L

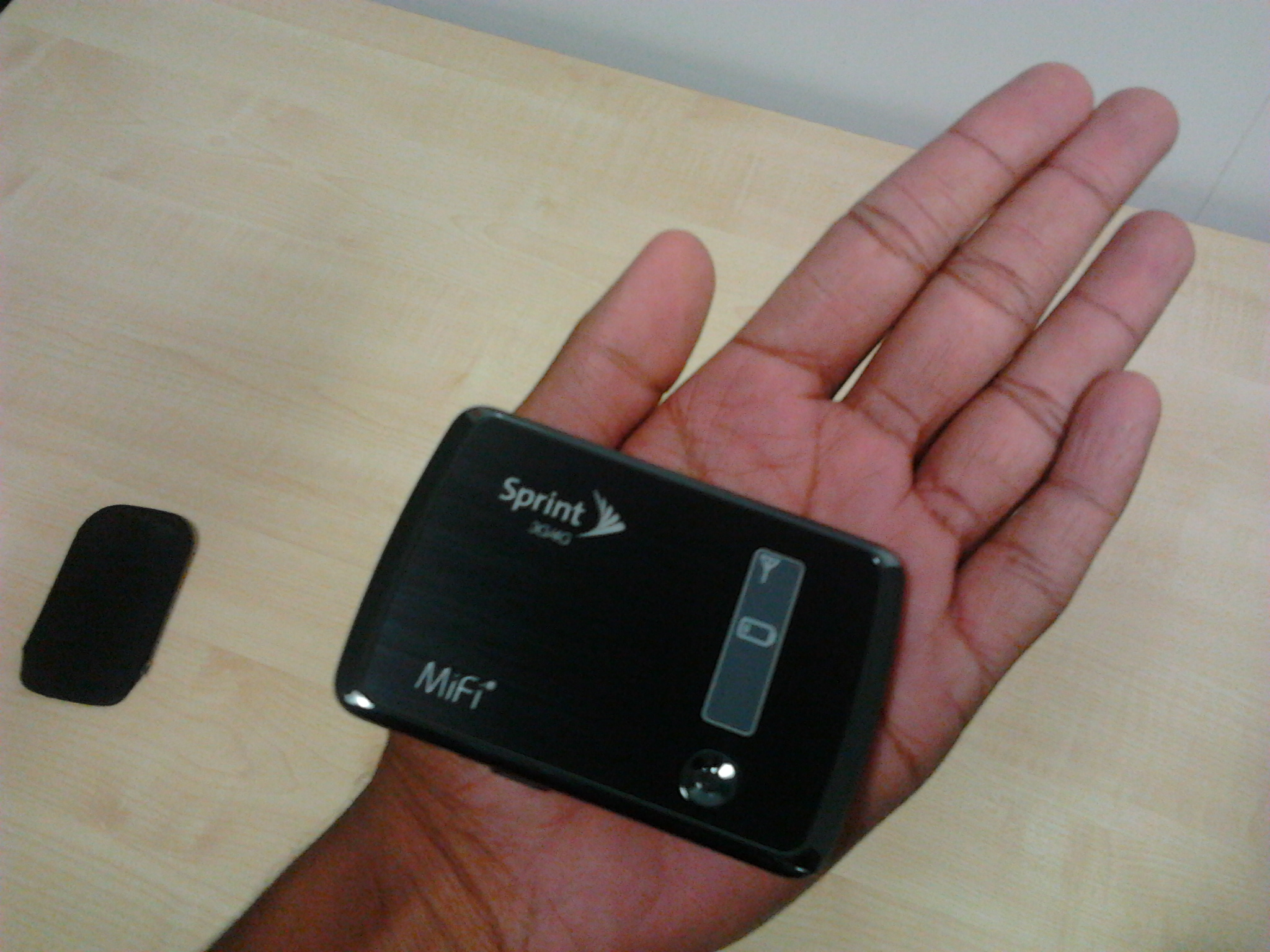
스프린트 넥스텔용 노바텔 와이어리스 MiFi 4082

2011년 라스베이거스 소비자 가전 전시회에서는 노바텔의 4G 지원 MiFi 장치 두 가지가 소개되었다.
- 버라이즌 와이어리스는 버라이즌의 LTE 4G 네트워크에 연결될 4510L 모델을 선보였으며, 5-12 Mbps 다운로드와 2-5 Mbit/s 업로드를 지원할 것으로 예상된다.[14]
- 스프린트는 WiMAX 버전인 MiFi 4082를 선보였다.[15]

두 장치 모두 기존 3G 네트워크와 하위 호환성을 유지한다. 다른 기능으로는 다음이 포함된다.
- 위젯을 지원하는 MiFiOS
- 마이크로SD 카드 슬롯[17]
- GPS 수신기
- 4시간 배터리 수명[17]
- 전자잉크 기술을 사용한 전면 패널 상태 표시. 전면 패널 디스플레이는 배터리, 신호 강도, 연결된 장치 수를 보여준다.[17] 이러한 정보를 보는 어려움은 초기 MiFi 장치의 주요 단점으로 여겨졌다.[15]

### 5세대 모바일 핫스팟 장치
2019년 11월, 보다폰 카타르와 Inseego Corp.은 중동 지역 최초의 상업용 5G 모바일 핫스팟인 5G MiFi M1100을 함께 출시했다.
- 최대 16개 장치를 동시에 연결(Wi-Fi로 15개, USB 또는 이더넷으로 1개)
- 고속 충전 기술 및 고용량 배터리를 통한 전력 최적화 기능

### 비 노바텔 무선 장치
노바텔 외에도 여러 공급업체에서 개인 핫스팟, "MiFi"와 유사한 서비스를 제공한다.

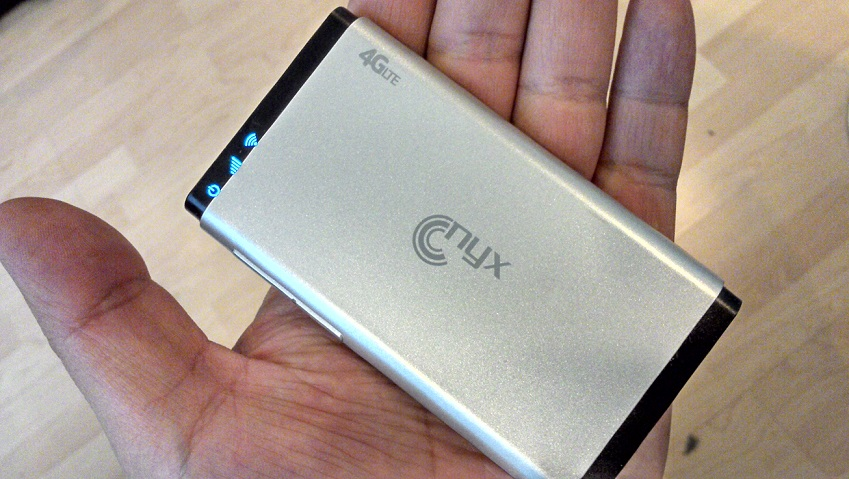
nyx mobile "mifi LTE" 모바일 라우터

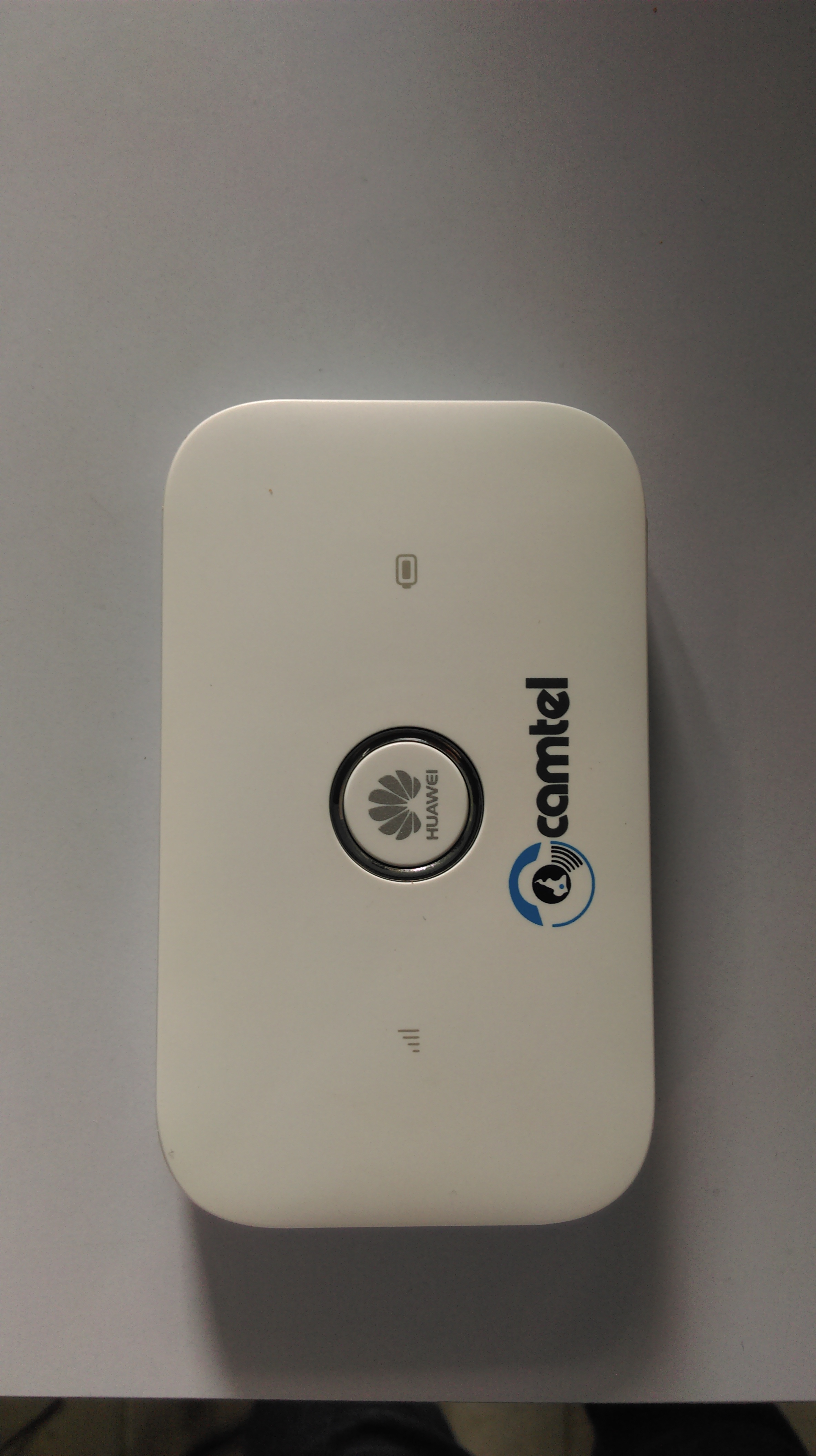
캠텔 카메룬용 화웨이 4G MiFi

- 알카텔 원터치 링크 Y800 (영국 EE에서 판매)
- Dongler DL9255 - GSM 및 WiFi-Bridging 연결 지원
- 디링크 DIR-457/MyPocket
- Freedom Spot 개인 핫스팟[19]
- 굿스피드 모바일 핫스팟은 3G/3.5G를 지원한다.
- 화웨이 E5 E5830 (시리즈), E585, E586 (HSPA+ 포함) 및 중국 시장용 E5805 (CDMA2000 사용) 및 ET536 (TD-SCDMA 사용)[20]
- MiFi LTE nyx mobile은 텔셀이 출시한 3G + 4G (LTE) 모바일 라우터이다. 퀄컴 기술을 사용하여 구축되었으며 최대 100 Mbps 다운로드를 지원할 것으로 예상된다. (2013년 6월 멕시코에서 발표)
- 넷기어 에어카드 781S (스프린트에서 징(Zing)이라는 이름으로 판매)
- 옵션 글로벌서퍼 III
- 패킷 원 네트워크스 MF230 (P1 ToGo 요금제의 일부로 제공)
- 시에라 와이어리스 오버드라이브 (참고: 4G 가능; 미국 내 스프린트에서만 사용 가능)
- 티피링크 M7450
- ZTE MF60, MF80
- 지오파이는 인도에서 출시된 4G (LTE) 모바일 라우터이다.
- Horizon은 MH50이라는 4G/LTE 모바일 핫스팟을 보유하고 있다.[21]
- Horizon은 MH500C라는 5G 모바일 Mi-Fi를 보유하고 있다.[22]
- Inseego 5G MiFi M1000
- HT 5G 허브
- 넷기어 나이트호크 M2 모바일 라우터[23]

## 대안
인터넷 연결이 가능한 휴대폰은 "테더링"이라는 과정을 통해 Wi-Fi 핫스팟으로 변환될 수 있으며, 이는 전용 MiFi 장치를 사용하는 것과 유사하다.
다음 휴대폰 제품군은 Wi-Fi 액세스 포인트를 생성하는 내장 기능을 가지고 있다.
- 안드로이드 2.2 이상을 실행하는 안드로이드 폰[24]
- OS 7.1 이상을 실행하는 블랙베리 장치
- iOS 4.3 이상을 실행하는 아이폰 3GS 및 아이폰 4,[25][26] 그리고 iOS 4.2.5와 함께 처음 출시된 버라이즌 와이어리스의 모든 아이폰[27]
- 팜 픽시 플러스 및 프레 플러스 (버라이즌 와이어리스, 5GB 제한)[28]
- OS 7.5 이상을 실행하는 윈도우 폰 장치 (운영자가 허용하는 경우)[29]

다른 휴대폰의 경우 이를 허용하는 서드파티 애플리케이션이 있다.
- 안드로이드 2.1 이하를 실행하는 안드로이드 – Wireless Tether
- 아이폰 3G 이후 – 탈옥 필요.[30]
- PiFi – 개인 WiFi 장치[31]
- S60 폰 및 노키아 N900 – JoikuSpot[32]
- 윈도우 모바일 – WMWifiRouter[33]

## 수상
- 노바텔 MiFi 2200:
  - 모바일 빌리지 "모바일 스타" (휴대용 원격 연결 장비): "슈퍼스타" 상 (2009)[34]
  - 랩톱 매거진 편집자의 선택 (2009)[35]
  - PC 월드 "올해의 장비" (2009)[36]
  - 모바일 뉴스 "가장 혁신적인 제품 (핸드셋 제외)" (2010)[37]
- 노바텔 MiFi 2352:
  - 플러스 X 어워드 기술 부문 (2009)[38]
  - CTIA 신기술상 (패션 & 라이프스타일 제품), 1위 (2009)[39]
  - CTIA "Hot for the Holidays" (모바일 인터넷 장치 또는 넷북) 상 (2009)[40]
  - CES 혁신상 (지원 기술) 수상 (2010)[41]
  - 모바일 월드 콩그레스 "글로벌 모바일" 상: 최고의 모바일 연결 장치 (2010)[42]
- 노바텔 4G MiFi
  - 소비자 가전 전시회 2011, 노트북 액세서리 부문: 베스트 인 쇼[43]
  - 2010 세계 통신상 (WCA) 최고의 모바일 장치 전략[43]
  - 모바일 빌리지 모바일 스타상 최고의 노트북 또는 태블릿 액세서리[43]

## 보안 문제
2010년 1월, 노바텔 MiFi 2200에서 두 가지 주요 보안 취약점이 발견되었는데, 이를 적절히 악용하면 악의적인 사용자가 장치의 현재 GPS 위치 및 보안 키를 얻을 수 있었다. 악의적인 사용자가 장치의 Wi-Fi 신호를 사용할 수 있을 만큼 물리적으로 충분히 가까이 있었다면, MiFi의 3G 연결 및 기타 연결된 모든 장치에 접근할 수 있었을 것이다. 노바텔은 2010년 2월에 보안 패치를 제공할 것이라고 응답했다.
MiFi 장치의 인기는 기업 네트워크 보안에도 문제가 될 수 있다. 기업은 일반적으로 현장 인터넷 접속을 통제하려고 한다. 많은 기업이 악성 코드의 위험을 줄이기 위해 방화벽을 사용하며, 일부는 직원 생산성을 목표로 하는 제한을 시행한다. 개인 모바일 핫스팟은 직원이 이러한 예방 조치를 우회할 수 있는 "백도어"를 제공할 수 있다.

## 리콜 정보
2010년 5월, MiFi 2372가 벨 모빌리티와 로저스 커뮤니케이션스에 의해 캐나다에서 리콜되었다. 두 건의 문서화된 사례에서 MiFi 배터리 칸을 여는 어려움으로 인해 고객이 배터리에 물리적인 손상을 일으킬 정도로 힘을 가했으며, 그 결과 배터리가 과열되었다. 노바텔은 리콜된 장치를 더 쉽게 열 수 있는 배터리 칸이 있는 장치로 교체했다.

## 견본시에서의 무선 간섭
2010년 두 개의 주요 견본시에서 ( 구글의 첫 구글 TV 공개 시연 및 2010년 애플 세계 개발자 회의의 아이폰 4 시연 ) 사용 가능한 Wi-Fi 연결을 사용한 기조연설이 네트워크 불안정으로 중단되었다. 문제는 견본시 현장에서 "라이브 블로그"를 위한 MiFi 및 유사 장치의 인기로 인한 대규모 무선 간섭으로 밝혀졌다. 애플의 스티브 잡스 CEO는 애플 전시실에서 570개의 다른 Wi-Fi 네트워크 ("수백 개"는 MiFi)가 동시에 작동하고 있었다고 말했다.